# وزگیکیمیس
وزگیکیمیس (به لاتین: Vazgaikiemis) یک منطقهٔ مسکونی در لیتوانی است که در Prienai district municipality واقع شده‌است.

## خصوصیات
وزگیکیمیس ۹۵ نفر جمعیت دارد.